# Rosati
Pour les articles homonymes, voir Rosati (homonymie).
La société des Rosati est une société littéraire d'Arras fondée le 12 juin 1778.
Célèbre pour avoir compté Lazare Carnot et Maximilien de Robespierre ainsi que Maurice Fombeure parmi ses membres, elle est aussi reconnue pour sa participation active à la vie culturelle et artistique des régions septentrionales.

## Histoire desRosatid'Arras

### 12 juin 1778, naissance
La société anacréontique des Rosati naît à Blangy, près d'Arras le 12 juin 1778. Elle est à la fois une société badine comme il en existait de nombreuses en France et en Europe en cette fin de siècle des Lumières, mais aussi une société littéraire et bachique qui, à l’instar d’Anacréon, poète grec du VIe siècle av. J.-C., chantait l’amour et le vin. Elle est l’une des rares à perpétuer cette tradition et ses rites ancestraux encore aujourd’hui. Sa naissance est décrite dans le Discours à l'abbé Ménage, par Charamond, un des fondateurs, en ces termes :

« Des jeunes gens réunis par l'amitié, le goût des vers, des roses et du vin, partirent un beau jour de juin à cinq heures du matin et se réunirent dans un jardin, bien fleuri, bien ombragé, bien champêtre, sous un berceau de troène et d'acacia que réfléchissait le ruisseau le plus pur. Chacun lut sa pièce de vers analogue [adaptée] au lieu et aux mystères qu’on y devait célébrer ; des bouteilles de champagne furent apportées dans des rafraîchissoirs de porcelaine ; on emplit les verres. Tout à coup, l'un des jeunes gens présents fouillant dans ses poches en tira un grand nombre de roses fraîchement cueillies. En un clin d’œil, tout fut empreint de leur couleur. Le berceau vert en fut lambrissé et plafonné ; des roses effeuillées rougirent la table, les bancs et le gazon but à la reine des fleurs. Des impromptus jaillirent avec la mousse du Chambertin. Et, dans un moment d'inspiration, l’un des plus aimables poètes de la société, Louis-Joseph Le Gay s'écria : « Amis ! Qu'un jour si beau renaisse tous les ans, et qu'on l'appelle la “Fête des Roses” ! ». Cette idée reçoit un accueil favorable et l'on trinque en disant « Profanes, loin d'ici ! Cet asile est sacré ! » »

Le lieu de réunion se trouvait dans un faubourg d'Arras, non loin de l'abbaye de Notre-Dame d'Avesnes, sur les bords de la Scarpe. C'est ainsi que se déroule l'inauguration du Berceau, en présence de Bergaigne, Caignez, Carré, Charamond, Desprez, Giguet, Herbet (abbé Berthe), Le Gay et Lenglet et que commence la tradition de la « Fête des Roses ».
La société fondée ce jour-là reçoit plus tard le nom de Rosati, double hommage à la rose et à l'Artois, dont c'est l'anagramme. Son but et son mode d'intégration sont décrits ainsi par Charamond en 1787 lorsqu'il accueille un nouveau membre, l'abbé Ménage, de Paris : 

« Prendre un honnête délassement, s'éclairer des rayons de la vraie philosophie, rire de l'ambition et de mille riens importants, faire revivre le ton simple et franc de nos anciens auteurs en dépit de la précocité et de la morgue de plusieurs célébrités du jour, voilà le principal but des Rosati ; qui mieux que vous remplira leurs vues ?
La cérémonie de votre adoption n'est ni grave, ni fatigante. Vous cueillerez une rose, vous la respirerez trois fois, puis l'attacherez à votre boutonnière, vous viderez d'un trait (notez cette circonstance) un verre de vin rosé à la santé de tous les Rosati, passés, présents et futurs ; ensuite vous embrasserez, au nom de la société, une des personnes que vous aimez le mieux ; vous serez alors un vrai Rosati. »

Le but principal des Rosati est donc l'étude de la « gaie science ». Leurs travaux obligés consistent à faire l'éloge de la rose, de la beauté, du vin et de l'amour.
La manière dont les Rosati est organisée à ses débuts n’est pas claire. Le Gay semble avoir joué un rôle d’animateur, ce qui sera plus tard la tâche du chancelier. On a quelquefois associé les Rosati à une certaine licence. Certes, quelques poèmes de Le Gay, de Charamond ou de Carnot laissent apparaître des traces de libertinage mais l’historien Arthur Dinaux précise bien que : « La liberté la plus entière, mais sans indécence, régnait parmi les membres de cette société anacréontique qui se composait de magistrats, d'avocats, d'abbés, d'officiers du génie et de propriétaires de l'Artois ».
La société des Rosati compte en 1787 une trentaine de membres, au nombre desquels les fondateurs Le Gay et Charamond, ainsi que Louis-Abel Beffroy de Reigny dit « le Cousin Jacques », Dubois de Fosseux, Lazare Carnot, capitaine au corps royal du génie en garnison à Arras et Maximilien de Robespierre, alors avocat. On compte aussi Baillet de Vaugrenant, Champmorin, Foacier de Ruzé, Gosse de Gore, Leducq, Pierre Cot.
Stéphane Zweig cite dans sa biographie sur Joseph Fouché à propos des Rosati : « Joseph Fouché, lui aussi, est bien accueilli, parce qu'il sait parler avec abondance des nouvelles conquêtes de la physique. Souvent il vient s'asseoir là dans un cercle amical, et il écoute, par exemple, un capitaine de génie, nommé Lazare Carnot, dire des vers moqueur qu'il a composés lui-même, ou bien un pâle avocat aux lèvres minces, Maximilien de Robespierre (à cette époque, il n'a pas cessé d'attacher de l'importance à sa noblesse) débiter un discours bleu de ciel en l'honneur des Rosati ».
Les Rosati, qui s’inspirent de sociétés chantantes comme Le Caveau, revendiquent comme membres de leur société, « sans le savoir » : La Fontaine, Anacréon, Horace, Chaulieu, Gresset et deux membres fondateurs de la première société du Caveau : Crébillon fils et Piron.
Carnot, entré dans la société en 1786, compose pour celle-ci le chant intitulé les Mœurs de mon Village, en neuf strophes, ainsi que plusieurs chansons bachiques. Son enthousiasme poétique pour les Rosati l'amène à prénommer son fils aîné Sadi, en hommage au célèbre poète persan Saadi, à qui il voue une grande admiration.
Robespierre est admis aux Rosati le 21 juin 1786. Il compose un poème pour cette occasion. Un de ses confrères en Apollon dépeint ainsi sa manière de chanter :
« Ah ! redoublez d'attention !
J'entends la voix de Robespierre,
Ce jeune émule d'Amphion
Attendrirait une panthère ».
Un jour, les Rosati reçoivent une députation de l'académie bocagère du Valmuse, créée par l'abbé Roman, venant les inviter en masse à faire une excursion dans leur bocage. Les députés sont porteurs de diplômes qui confèrent à chaque Rosati le titre de Valmusien. Le Gay leur rédige des remerciements en vers et salue les liens qui unissent les deux sociétés.
La dernière assemblée des Rosati  a lieu à l'automne 1787. Cependant, il existe un diplôme de Rosati rédigé par Charamond en 1788 pour le poète Feutry, de Lille, ce qui montre que la société fonctionne encore à ce moment-là. Puis, comme l'écrit le goguettier et académicien Pierre Laujon : « La Révolution vint imposer silence à tant de chants et fermer tant de lieux de divertissements ». Ainsi s'interrompent les activités  des Rosati, de la deuxième société du Caveau, de la Dominicale, et bien d'autres encore.

### 1877, deuxième naissance desRosatid’Arras
En 1877, à l'approche du centenaire de la fondation des Rosati, des poètes arrageois créent une nouvelle société du même nom mais dont l'existence sera éphémère.  En 1898, Henri-Joseph Harpignies est nommé Rosati d'honneur.

### 1903, troisième naissance desRosatià Arras
Début 1903, la société est recréée à Arras par le maire, Adolphe Lenglet, Rosati. Elle se place dans la continuité de la première.

## LesRosatid'aujourd'hui
Entre autres activités, la société décerne, chaque année, à des personnalités qui font vivre la culture régionale, une récompense appelée rose d'or. Parmi ceux qui l'ont reçue : Germaine Acremant, Jean-Claude Casadesus, Ronny Coutteure, Julos Beaucarne, Annie Degroote, Bruno Dewaele, Henry-Louis Dubly, Jacques Duquesne, Henri Dutilleux, Claude Génisson, Roland Irolla, Pierre-Jean Jouve, Augustin Lesieux, Pierre Mac Orlan, Cyril Robichez, Bernard Tirtiaux ou encore Franck Thilliez.
Elle organise des concours de poésie pour les jeunes et les adultes, ainsi qu’un concours de peinture (voir le site). Elle est associée depuis 1977 à la troupe de théâtre La Colombine, qui regroupe des Rosati et des membres de l’Amicale laïque Paul-Langevin de Saint-Laurent-Blangy. Sont mis en scène des pièces du répertoire contemporain, de très nombreux montages poétiques mais aussi des créations en langue picarde. 
On est admis dans la société par cooptation. On ne pose pas sa candidature mais on est présenté par un parrain. Dans un souci de perpétuer la philosophie du « Gay savoir » et de préserver la cohésion du groupe, l’admission se fait à l’unanimité. Cependant, il est possible d’adhérer à la section des Amis des Rosati et d’assister aux diverses manifestations et événements qui ponctuent l’année rosatique : spectacles, conférences, soirées Verlaine et « Chat Noir », Fêtes des roses, etc.
Les Rosati du XXIesiècle continuent de respecter le rite de réception créé en 1787 pour celle de Beffroy de Reigny dans l'hôtel Dubois de Fosseux à Arras. La première fois, trois jeunes filles présentèrent la rose, la coupe de vin rosé et donnèrent le baiser fraternel. Aujourd’hui, ce sont de jeunes ballerines portées par l’hymne des Rosati, écrit par Marcel Legay, Écoute ô mon cœur, qui évoluent gracieusement sous la direction d’Élodie Obert, qui a repris le flambeau de Claire Philippeau et de Roselyne Ogez.
La société des Rosati a son siège social à l’Office culturel, 2 rue de la Douizième, 62000 Arras et ses locaux depuis 2019, dans le prestigieux hôtel de Guînes, rue des Jongleurs à Arras.

## LesRosatid'ailleurs
En 1797, sous le Directoire, les Rosati de  Paris et du Directoire donnent naissance à la Société des Belles-Lettres avec notamment trois anciens Rosati : Lazare Carnot, Beffroy de Reigny et Dubois de Fosseux.
Une société des Rosati de Paris naît en 1892 à l'initiative de l’Arrageois René Brissy, alias Le Cholleux ; elle prend le nom de Rosati de France. Brissy désigné comme le Rénovateur des Rosati crée la Revue Septentrionale, qui regroupe l’ensemble des associations régionalistes du Nord de la France. Ils se réunissent régulièrement dans certains cafés parisiens, par exemple Le Procope, et donnent des spectacles dans des salles prestigieuses (Le Parthénon, etc.). C’est à Fontenay-aux-Roses qu’ils organisent en juin la Fête des Roses, au cours de laquelle ils rendent hommage à Jean de La Fontaine, au pied du buste sculpté par l’artiste régional Hubert Louis-Noël. De 1892 à 1991, la société des Rosati de Paris a décerné des titres de « Rosati d'honneur ». Le chansonnier et poète français Gustave Nadaud est mort le 28 avril 1893, peu de jours avant la date où il devait recevoir de cette société la distinction de la rose d'or. Elle a depuis disparu à la suite du décès d’Alain Decaux, son dernier président.
Entre 1894 et 1931, successivement, se sont formés puis éteints :  les Rosati Picards, les Rosati Boulonnais, les Rosati de Flandre, les Rosati du Hainaut, de la Thiérache et du Brabant, les Rosati Valenciennois, les Rosati du Valmuse (Douai), les Rosati du Ternois, le cercle des Rosati d’Arras, les Rosati Wallons, les Rosati des Houillères et les Rosati de Espana.

## Hommages

### Des lieux publics
Une rue d'Arras ainsi qu'une rue et une place de Saint-Laurent-Blangy portent aujourd'hui le nom des Rosati. Le berceau des roses a été restauré par la ville de Saint-Laurent-Blangy, à proximité du lieu où se réunirent les neuf premiers Rosati. De nombreux immeubles portent les noms de Rosati célèbres.

#### Une rose retrouvée
Les assemblées des Rosati duraient tout le temps de la saison des roses et s'achevaient à l'automne. À l'époque, on ne connaît pas encore en France les roses du Bengale, dites remontantes, qui fleurissent une grande partie de l'année. Jules Gravereaux, fondateur en 1892 et propriétaire de la roseraie de L'Haÿ — aujourd'hui dénommée Roseraie du Val-de-Marne — crée en 1906, en l'honneur de ses amis Rosati, une rose qui porte leur nom. C'est également pour eux qu'il dote son jardin d'un théâtre de verdure, le théâtre des roses, afin qu'ils puissent se produire dans le cadre enchanteur de la roseraie. La ville de Fontenay-aux-Roses, en 1928, crée une réplique dans son parc Sainte-Barbe.

#### Un monument
Il rend hommage aux membres de la société littéraire artésienne. Il a été érigé en 1928, au jardin du Gouverneur, pour célébrer son cent-cinquantième anniversaire. On le doit à l'architecte Trassoudaine et au sculpteur originaire de Sombrin (Nord) Augustin Lesieux (1877-1964). Les deux personnages évoquent les Rosati de la fondation en 1778 et ceux de 1928, devant un bas-relief représentant de jeunes muses encadrées de roses. Une pergola, placée derrière le monument préfigurait un théâtre de verdure qui ne fut jamais réalisé. La sculpture, du moins le monument qui l'encadrait, a presque entièrement disparu entre 1970 et 1980. Le monument démonté pour restauration en 1997 par les élèves de l'école des Beaux-arts d'Arras est inauguré le 11 juin de l'année suivante dans le jardin de l'hôtel de ville, place de la Vacquerie.
Lesieux créa également en 1931 une sculpture monumentale, Rosine, pour la fête des Rosati de Fontenay-aux-Roses.

### Sources
- Arthur Dinaux, Notice sur la Société des Rosati d'Arras, dans la 3e série des Archives du Nord
- Arthur Dinaux, Lettre à M. l'abbé Ménage (à Paris), en lui octroyant le diplôme de Rosati [archive], citée par, page 170 de son ouvrage posthume Les sociétés badines, bachiques, littéraires et chantantes leur histoire et leurs travaux, revu et classé par Gustave Brunet, Bachelin-Deflorenne éditeur, Paris, 1867.
- Compte-rendu de la réunion de rentrée des Rosati de Paris, le 26 octobre 1895
- Historique des Rosati sur le site de la Société des Rosati d'Arras
- Louis Caudron, Histoire des Rosati du vingtième siècle, s.d.
- Maurice d'Hartoy, Une illustre société anacréontique, Les Rosati d’Artois, éditions Saadi, Paris, 1951.
- Jean Ott, Sous le signe de la rose, imprimerie O.Dousset, Paris, 1933.
- Préfecture du Pas-de-Calais, Les Rosati et la Révolution, Commémoration du Bicentenaire de la Révolution française.
- Liste des Rosati d'honneur depuis 1892 [archive], Archives de Fontenay-aux-Roses.
- Revue Septentrionale, passim.